# Wiler (Lötschen)
Wiler (Lötschen) (gsw. Wiilär) – miejscowość i gmina (Politische Gemeinde) w południowej Szwajcarii, w kantonie Valais, w okręgu (Bezirk) Westlich Raron. Leży nad rzeką Lonza.

## Demografia
W Wiler (Lötschen) mieszkają 563 osoby. W 2021 roku 4,6% populacji gminy stanowiły osoby urodzone poza Szwajcarią. 